# Дурлешти
Дурле́шти (рум. Durleşti, Дурле́шть) — місто в Молдові у складі сектору Боюкани муніціпію Кишинів. У місті проживає близько 17 тис. мешканців.

## Географія
Дурлешти розташоване у північно-західній частині міста Кишинева, межує з сектором Буюкани столиці та відокремлений від міста лише вулицею Хотінулуй. Зі столицею його з'єднують кілька маршрутів автобусів, а також тролейбусний маршрут № 1.

## Історія
Вперше документально згадується у 1470 році.

## Міста-побратими
- Італія Традате (Італія)